# Prince Charles (schip, 1930)
De pakketboot Prince Charles was een Belgische mailboot die de dienst op de Oostende-Doverlijn onderhield. Het schip werd genoemd naar de Belgische prins-regent Karel van België.
Zoals de vele toenmalige mailboten was ze zwart van romp met een witte opbouw. Ze had twee masten en twee, met bovenaan zwart omrande beige schoorstenen.

## Geschiedenis
- 12.03.1930 Stapelloop
- 10.1930  Opgeleverd
- 12.11.1930 Eerste reis Oostende-Dover
- 11.1930 Het schip loopt tegen de Admiralty Pier in Dover
- 28.09.1933 Redding van 4 bemanningsleden van de Franse sloep Raymond-Emile-Annette voor Fëcamp
- 1939 De bestemming vanuit Oostende wordt Folkestone (Dover gesloten voor burgerverkeer).
- 17.05.1940 Vertrek uit Oostende met vluchtelingen naar Southampton
- 22.09.1940 Overgedragen aan de Royal Navy
- 24.09.1940 Start ombouw tot Infantry Landing Ship (LSI) en herdoopt tot HMS Prince Charles. Geschikt voor 8 LCA's/LCS(M)'s of LCP(L)'s en 250 troepen
- 27.12.1941 Deelname aan Operatie Archery
- 19.08 1942 Betrokken bij de mislukte Aanval op Dieppe, samen met de zusterschepen Prince Leopold, Prince Albert en Princess Astrid. Alle van de vooroorlogse Oostende–Dover route
- 1944 Deelname aan operaties Husky en Avalanche (Landing op Sicilië en Salerno) en Neptune (Landing op Normandië)
- 15.06.1946 Teruggave aan de Belgische staat
- 19.03.1953 Aanvaring met vrachtschip Liantrisant
- 21.12.1960 Verkocht voor schroot aan O. Butens, Hoboken, België, en gesloopt in Willebroek